# Antoni Guzkowski
Antoni Guzkowski (Gużkowski) herbu Lubicz z odm. (ur. 3 czerwca 1762 – zm. po 1831 roku) – pułkownik armii Księstwa Warszawskiego i Królestwa Kongresowego, wicebrygadier w powstaniu kościuszkowskim, porucznik 2. Brygady Kawalerii Narodowej w 1792 roku. Odznaczony krzyżem kawalerskim Orderu Virtuti Militari. Posiadacz Znaku Honorowego za 30 lat nieskazitelnej służby oficerskiej. Członek lóż masońskich „Przesąd Zwyciężony” i „Wolność Odzyskana”.
Syn stolnika sanockiego Mateusza Guzkowskiego i Barbary de Robery.